# Mons Piton
Il Mons Piton è una struttura geologica della superficie della Luna.
Il mons è dedicato al Monte Piton, vetta dell'isola di Tenerife.

## Crateri correlati
Alcuni crateri minori situati in prossimità di Mons Piton sono convenzionalmente identificati, sulle mappe lunari, attraverso una lettera associata al nome.
| Piton | Latitudine | Longitudine | Diametro |
| ----- | ---------- | ----------- | -------- |
| A     | 39,83° N   | 0,95° W     | 5,35 km  |
| B     | 39,35° N   | 0,16° W     | 4,67 km  |